# 소 아르카나
소 아르카나(minor arcana)는 타로의 1조 78매 가운데 56매를 구성하는 조를 말한다.

## 개요
타로로부터 소 아르카나만을 뽑아낸 것이 트럼프의 원형이라고도, 반대로 트럼프가 먼저 있고, 후에 대 아르카나가 더해져 현재의 타로가 되었다고도 한다. 타로와 트럼프와의 관련성은 전무라는 설도 있다.
황금의 새벽단으로의 해석에서는 카발라의 창조론으로 말하는 「생명나무」와 관련 지어 운세 위의 의미도, 각 세피로트와 그 점성술적 상징과의 관련으로 붙여져 있다.

## 카드의 분류
소 아르카나는 이하의 네 개의 조(슈츠 suits)로 나뉜다.
- 봉 wands (batons)
- 검 swords
- 잔 cups
- 동전 coins (pentacles)

한층 더 각 슈트는 이하와 같이 분류되어 구성된다.
- 수찰 pip cards … 1에서 10까지의 숫자를 나타내는 찰
- 인물찰 court cards … 4매의 인물을 나타내는 찰
  - 시종 page
  - 기사 knight
  - 여왕 queen
  - 왕 king

## 카드의 의미
소 아르카나 각 카드의 운세상의 주된 의미는 이하와 같다. 상기 () 중에 기재되어 있는 것은 속하는 4원소의 성질과 슈트의 마크를 나타낸다.
(아서 에드워드 웨이트의 타로 도해에 의한다)
|                               | 봉 (불·클로버)                                | 성배 (물·하트)                                     | 검 (바람·스페이드)                    | 동전 (땅·다이아)                             |
| 1(Ace)                        | 창조력 출발점                                 | 기쁨 만족                                          | 힘의 승리 사랑이나 미움에서의 큰 힘   | 완전한 만족 금                               |
| 2                             | 재산 장엄함 영주                              | 사랑 우정 일치                                     | 균형 조건부의 조화                    | 밝음 문서에 의한 뉴스·메세지                 |
| 3                             | 확립된 힘 교역 비즈니스상의 협력              | 풍부 행복 성취 치유                                | 철퇴 단절 슬픔                        | 기예 거래 숙련공                             |
| 4                             | 일의 완성 휴식 평화                           | 권태 포식 혼합해 합쳐진 쾌락                       | 퇴각 은둔 무덤 관                     | 소유의 보증 스스로 소유하는 것에의 집착 선물 |
| 5                             | 열심인 경쟁 스포츠                            | 손실 기대했을 정도가 아닌 유산                     | 타락 폐지 손실                        | 물질적인 면에서의 문제                       |
| 6                             | 승리자 대뉴스의 도착                          | 과거를 되돌아 보는 행복 즐거움                     | 일을 적절히 해내는 중개자 유리한 계책 | 성공 선물                                    |
| 7                             | 용기 논의 교섭                                | 환상 어느 정도의 성공, 다만 영속적인 물건은 아니다 | 기획 계획                             | 금전 비즈니스 교역                           |
| 8                             | 활동성 민첩함                                 | 성공의 방폐 겸손                                   | 구속된 힘 비난 나쁜 뉴스              | 장인 기질 준비                               |
| 9                             | 억압된 상황에서의 힘                          | 물질적 안녕 만족                                   | 실망 환멸                             | 물질적인 풍부함 달성                         |
| 10                            | 억압 너무 많은 재산                           | 만족 인간애와 우정의 완전함                        | 황폐 고통                             | 이익 재산가족                                |
| 시종 (en) Page (it) Fante     | 젊은 남성 충실 외교사절 우편                  | 공부 열심인 젊은이 숙고                            | 감시 경계 첩자 시험                   | 정려근면 학생                                |
| 기사 (en) Knight (it) Cavallo | 출발 친해지기 쉬운 젊은이                     | 도착 발전 제안 고무                                | 용감함 격노                           | 유용 재산 책임 렴 곧                         |
| 여왕 (en) Queen (it) Regina   | 시골의 여성 친해지기 쉽고 정숙 존경할 수 있음 | 선량하고 공정한 여성 행복 예지                     | 정숙하고 슬픔 많은 여성 미망인 상실   | 부 관대 안전                                 |
| 왕 (en) King (it) Re          | 시골의 남성 정직 양심적                       | 공정한 남성 창조적 지성                            | 재판관 정의 권위 명령                 | 실제적인 지성 사업 성공                      |

## 같이 보기
- 타로
- 타로 점
- 대 아르카나
- 트럼프
- 운세